# Gråstrupig trastkardinal
Gråstrupig trastkardinal (Granatellus sallaei) är en fågel i familjen kardinaler inom ordningen tättingar. Den förekommer i norra Centralamerika, från sydöstra Mexiko till Guatemala. Beståndet anses vara livskraftigt.

## Utseende
Trastkardinaler är färgglada tättingar med drag av både skogssångare och trast, men som i själva verket är långstjärtade och tunnäbbade kardinaler. Hanen har en praktfull fjäderdräkt, med rött bröst, grått huvud och vitt ögonbrynsstreck. Honfärgade individer ses dock oftare och känns igen på beigefärgat ansikte och bröst, svarta pepparkornsögon, distinkt stjärtteckning och mestadels grå ovansida.

## Utbredning och systematik
Gråstrupig trastkardinal förekommer i Centralamerika. Den delas in i två underarter med följande utbredning:
- Granatellus sallaei sallaei – förekommer i kustnära områden i sydöstra Mexiko (Veracruz, Tabasco, östra Oaxaca och norra Chiapas)
- Granatellus sallaei. boucardi – förekommer i sydöstra Mexiko (Yucatánhalvön) till Belize och östra Guatemala

Tidigare betraktades släktet Granatellus tillhöra familjen skogssångare (Parulidae) och kallades då på svenska rödskvättor. DNA-studier visar dock att de är djupt inbäddade i kardinalerna, närmast släkt med släktet Pheucticus.

## Levnadssätt
Gråstrupig trastkardinal hittas i låglänta tropiska skogar. Där hoppar den runt mestadels på låga nivåer i snårig undervegetation. Den ses ofta sprida ut sin rätt långa, vitspetsade stjärt.

## Status och hot
Arten har ett stort utbredningsområde, men tros minska i antal, dock inte tillräckligt kraftigt för att den ska betraktas som hotad. Internationella naturvårdsunionen IUCN listar arten som livskraftig (LC). Beståndet uppskattas till i storleksordningen 20 000–50 000 vuxna individer.

## Namn
Fågelns vetenskapliga artnamn hedrar Auguste Sallé (1820-1896), fransk entomolog och samlare av specimen i tropiska Amerika 1846-1856.